# Bâtiment du vieux tribunal de Novi Pazar
Le bâtiment du vieux tribunal de Novi Pazar (en serbe cyrillique : Зграда Старог суда у Новом Пазару ; en serbe latin : Zgrada Starog suda u Novom Pazaru) se trouve à Novi Pazar, dans le district de Raška, en Serbie. Il est inscrit sur la liste des monuments culturels protégés de la république de Serbie (identifiant no SK 897),,.

## Présentation
Le bâtiment, situé rue Oslobođenja, a été construit dans les années 1920 dans un style néo-classique,.
De plan rectangulaire, il se présente comme une construction massive constituée d'un rez-de-chaussée et d'un étage,. La façade est rythmée horizontalement par un cordon entre le rez-de-chaussée et l'étage et par une corniche en-dessous du toit ; verticalement, elle est divisée en trois parties à l'aide de deux avancées situées de part et d'autre de l'entrée principale ; ces avancées sont rythmées par des pilastres avec des chapiteaux ornés de motifs floraux et elles sont couronnées par des tympans triangulaires,.
L'intérieur est conçu de manière habituelle, avec un escalier central, de larges couloirs donnant sur une série de pièces ; la salle d'audience se trouve à l'étage,.